# Поліція індо-тибетського кордону
Поліція індо-тибетського кордону (англ. Indo-Tibetan Border Police, ITBP) — індійська прикордонна служба, яка охороняє кордон Індії з Тибетом.
Це одна зі служб центральних збройних поліцейських сил (CAPF), підпорядкована МВС.
Утворена після китайсько-індійської війни 1962 року.

## Організація
ITBP поділяється на 2 командування, які очолює генеральний директор, і 5 прикордонних командувань, кожну з яких очолює генеральний інспектор. Ці прикордонні командування далі розділені на 15 секторів, кожен з яких очолює заступник генерального інспектора. До служби входить 62 батальйони — 56 звичайних і 4 спеціалізованих, 17 навчальних центрів і 7 закладів матеріально-технічного забезпечення, а також 2 додаткові рятувальні батальйони, які віднесені до Національної служби реагування на стихійні лиха.

## Функції
Основна роль ITBP полягає в патрулюванні 3488-кілометрового індо-китайського кордону від перевалу Каракорум у Ладакху до перевалу Діфу в Аруначал-Прадеш. Цю функцію виконують 32 батальйони, що патрулюють 157 прикордонних постів. Пости розташовані на висоті близько 6 км в умовах холоду до 40 °C, сильних хуртовин і лавинної загрози. ITBP здійснює патрулювання на далекі та близькі відстані, щоб забезпечити ефективне спостереження за важкодоступними та безлюдними районами, розташованими поблизу кордону .
Батальйони ITBP також охороняють різні об'єкти національного значення по всій країні, такі як Раштрапаті-Бхаван, монастир Румтек, в’язниця Тіхар у Нью-Делі тощо. Коммандос ITBP в Афганістані забезпечують охорону посольства Індії в Кабулі. Контінгент ITBP брав участь у миротворчих операціях ООН в Анголі, Намібії, Камбоджі, Боснії і Герцеговині, Мозамбіку та Косово. .
Іншою важливою функцією є ITBP порятунок у разі стихійних лих. Це перша служба реагування на стихійні лиха в Гімалаях, вона має 8 регіональних центрів реагування в Гімачал-Прадеші, Уттаракханді та на північному сході Індії.
Крім іншого, ITBP бере участь у озелененні регіонів Гімалаїв, особливо у Внутрішніх Гімалаях .

## Спорт
Служба бере активну участь у численних альпіністських експедиціях: станом на кінець 2023 нею було організовано 221 альпіністську експедицію, з них 13 — на восьмитисячники. Її альпіністи підіймалися на Еверест у 1992, 1996, 2006 і 2012 роках. 13 альпіністів ITBP отримали національну нагороду імені Тенцинґа Норгея, а семеро — були нагороджені орденом «Падма Шрі» .
Також ITBP має хокейну команду, яка вважається однією з найсильніших у країні, і багато її гравців також беруть участь у національній збірній . Команда тричі вигравала Чемпіонат Індії з хокею, востаннє у 2019 році .